# الهيئة العامة للإذاعة والتلفزيون (عمان)
الهيئة العامة للإذاعة والتلفزيون (عُمان) هي الهيئة المسؤولة عن إدارة القنوات التليفزيونية والإذاعات الحكومية في سلطنة عٌمان ومراقبة القنوات والإذاعات المحلية الخاصة. جاء إنشاء الهيئة العامة للإذاعة والتلفزيون بموجب المرسوم السلطاني السامي 
الصادر في 19 أكتوبر2010م، 
واستمرت الهيئة إلى  18 / 8 / 2020 بصدور المرسوم السلطاني  بإلغاء  الهيئة العامة للإذاعة والتلفزيون، وعليه آلت  اختصاصاتها إلى وزارة الإعلام (عمان)

## تلفزيون عُمان
يسعى القطاع المرئي ممثلا في تلفزيون سلطنة عُمان إلى تقديم صورة متكاملة لما يحققه المجتمع العُماني من تطور ملموس ومتواصل في مختلف المجالات، والتعريف بالمجتمع والشعب العُماني في ماضيه العريق وحاضره الزاهر، مع العمل على ترسيخ قيم المواطنة والاعتدال والتسامح والحوار مع الآخر، أفراداً وشعوبا وحضارات، تحقيقا لمزيد من التفاهم والسلام والتعاون لخير كل الدول والشعوب في المنطقة وخارجها.
ويغطي بث تلفزيون سلطنة عُمان كل أرجاء الوطن، كما يمكن التقاطه في كل أنحاء العالم، سواء عبر البث الفضائي من خلال الأقمار الصناعية، أو من خلال البث على شبكة المعلومات العالمية (الإنترنت) على الموقع (http://part.gov.om/ar/web/omantv)
كما تم إدخال خدمة البث التلفزيوني (القناة العامة والقناة الرياضية) عبر الهاتف النقال، ويستمر البث على مدار الساعة.
ويسعى التلفزيون إلى بث حزمة متكاملة ومتنوعة من البرامج الثقافية، والعلمية، والدينية، والشبابية، والرياضية، والاجتماعية، والاقتصادية، والسياحية، والصحية، وبرامج الأسرة والطفل، والبرامج الترفيهية. ولما كان التنوع والشمولية السمتان البارزتان لباقة البرامج التي يقدمها تلفزيون سلطنة عُمان عبر قنواته المختلفة، فقد ساهم هذا التكامل بشكل إيجابي نحو إرضاء ذائقة المشاهد، وجعلته أكثر قرباً من شاشته المحلية.
ومواكبة للطفرة الإعلامية التي يشهدها العالم خصوصا الإعلام الاجتماعي تم توثيق حساب القناة العامة على شبكة الإنترنت مثل "تويتر"، بهدف تحقيق الانتشار المطلوب لصوت عُمان وصورتها النقية في الداخل والخارج أمام جمهور مستخدمي شبكات المعلومات العالمية.

## إذاعة سلطنة عُمان
الإذاعة العامة هي الإذاعة الرئيسية لإذاعة سلطنة عمان والذي يتم بثه على مدار الساعة حيث يغطي البث الإذاعي كافة أرجاء السلطنة وذلك من خلال استخدام محطات بث رئيسية وفرعية متعددة الأحجام ومنتشرة في أرجاء البلاد.
نظرا للطبيعة الجغرافية للسلطنة يتم الإذاعة العامة عبر أربع دورات برامجية على مدار العام حيث تمتد كل دورة لمدة ثلاثة أشهر. كما توجد دورات برامجية خاصة بالمناسبات مثل شهر رمضان والعيد الوطني وعيد الفطر وعيد الأضحى ويتم تكييف بعض الفترات خلال الدورات البرامجية لتغطية بعض الفعاليات كالمهرجانات مثل مهرجان مسقط ومهرجان صلالة السياحي يحرص البرنامج العام على الاعتماد على المواد المحلية التي تمثل أكثر من 90% من مواد البث اليومي له. وهو ما يحقق في المواقع درجة عالية من الارتباط بين إذاعة سلطنة عمان وبين جهود التنمية الوطنية في مختلف المجلات. فضلا عن التواصل بين المواطنين والمسؤولين وعلى الهواء مباشرة عبر العديد من البرامج المباشرة التي تحظى بإقبال ومتابعة ودرجة استماع عالية.
وفي هذا الإطار تغطي الإذاعة العامة مختلف الأنشطة والفعاليات المحلية إضافة إلى الأنشطة والفعاليات الخارجية التي تشارك فيها السلطنة وعلى نحو يتجاوب مع اهتمامات كل شرائح المجتمع العماني ويتم الاعتماد في هذا المجال على شبكة واسعة من المراسلين داخل السلطنة وفي أهم العواصم العربية والعالمية. أيضاً بالإضافة إلى الاستعانة بالخبراء والمتخصصين لإلقاء الضوء على أبرز الأحداث والتطورات خليجا وعربيا ودوليا يقدم البرنامج العام ثلاث فترات أخبارية تمتد كل منها نحو ساعة بالإضافة إلى تقديم نشرات أخبار محليتين ونشرة اقتصادية وكذلك عرضا لعناوين الأخبار كل ساعة إلى جانب العديد من الفقرات التنموية والتثقفية والترفيهية الأخرى ومن بين برامج عديدة يقدمها البرنامج العام يمكن الإشارة على سبيل المثال إلى برامج البث المباشر المشهد الثقافي وصباح الشباب. وفي 18-03-2014م، انتقلت دائرة التحرير السمعي إلى مبنى الإستوديوهات الرقمية الجديدة، ومن هناك بدأ بث الأخبار.